# TO-220

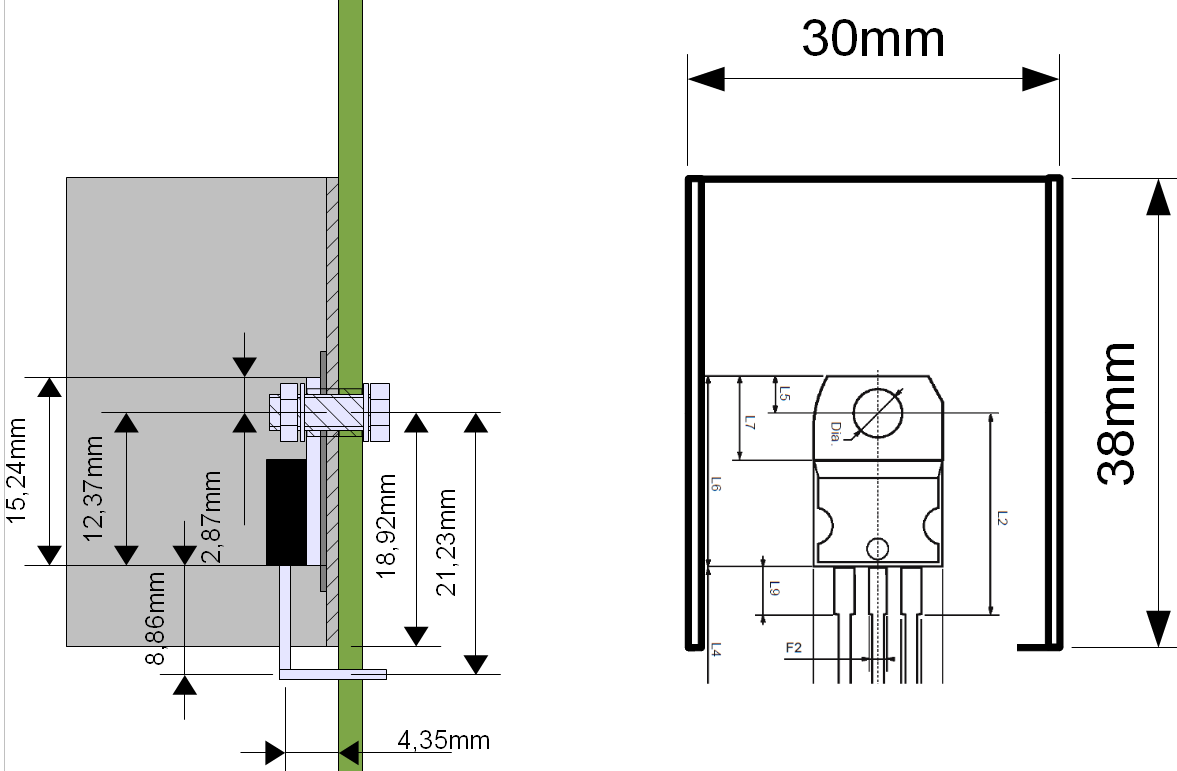
Transistor in TO220 montato su aletta da 10 °C/W con isolamento

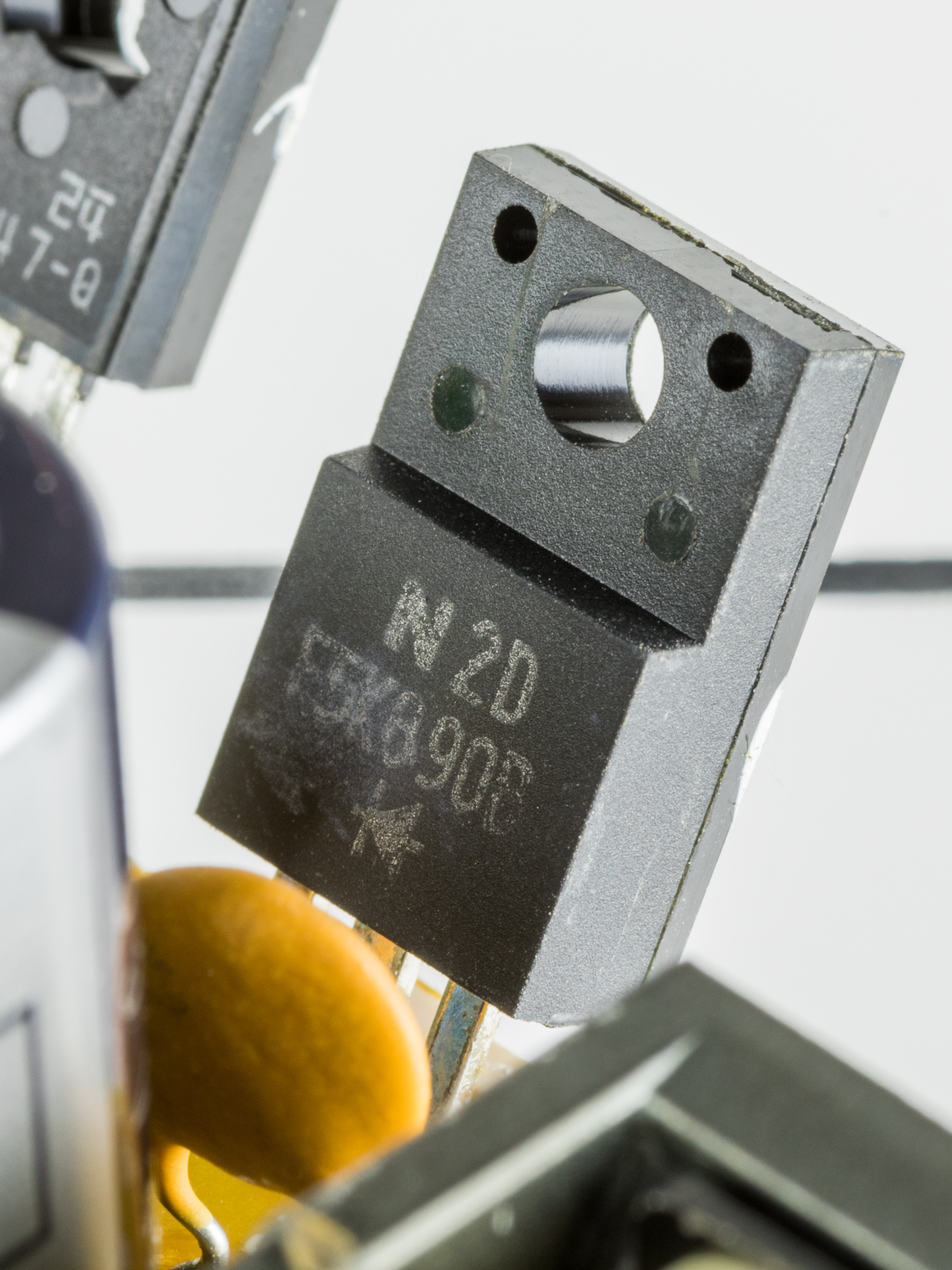
Doppio diodo Schottky in formato isolato ITO-220

In elettronica, TO-220 è la definizione di un tipo di package misto metallico e plastico, standardizzato da molti anni, progettato per un gran numero di transistor di potenza, SCR, Triac, e alcune tipi di circuiti integrati.
Il die del componente è montato su una piastrina in rame, e incapsulato in una resina plastica. Una parte della superficie metallica fuoriesce dalla resina e costituisce una flangia forata per il fissaggio sul dissipatore di calore tramite una vite. Un sistema alternativo per tenere aderente il componente al dissipatore è costituito da una molla in acciaio agganciata al dissipatore. Dalla resina escono 3 reofori rigidi. Il pin centrale solitamente è elettricamente connesso con il supporto metallico.
È un tipo di package più recente ed economico da produrre rispetto al TO-3 in cui si possono trovare gli stessi dispositivi. Rispetto a quest'ultimo ha un minore trasferimento termico e quindi una minore potenza termica dissipabile; il TO220, in un ambiente a 25 °C, montato su un dissipatore con superficie infinita è in grado di dissipare la potenza termica di 15 watt.
La variante con flanga forata isolata galvanicamente, e quindi totalmente rivestita da resina, viene chiamata ITO-220.

## Applicazioni tipiche
- Il TO-220 è utilizzato prevalentemente in applicazioni a media-alta potenza; alimentatori da laboratorio, amplificatori audio, strumenti di misura elettronici.

## Vantaggi nell'utilizzo
- Scelta molto diffusa in applicazioni in cui sono in gioco valori di potenza e di corrente discreti.
- Assicura un buon trasferimento di calore.

## Svantaggi nell'utilizzo
- Dato che il terminale centrale è parte stesso del package, in alcuni casi occorre isolarlo galvanicamente dal dissipatore tramite rondelle isolanti con conseguenti maggiori costi e tempi di assemblaggio.
- Essendo in parte in metallo ha un peso superiore ai package tutti in resina plastica.

## Componenti di largo uso in package TO220
- LM317 regolatore di tensione variabile.
- 78xx regolatore di tensione positiva a valore fisso di xx volt.
- 79xx regolatore di tensione negativa a valore fisso di xx volt.